# Келінешть (комуна, Марамуреш)
Келінешть, Келінешті (рум. Călinești) — комуна у повіті Марамуреш в Румунії. До складу комуни входять такі села (дані про населення за 2002 рік):
- Велень (1387 осіб)
- Келінешть (1528 осіб) — адміністративний центр комуни
- Корнешть (495 осіб)

Комуна розташована на відстані 406 км на північний захід від Бухареста, 31 км на північний схід від Бая-Маре, 115 км на північ від Клуж-Напоки.

## Населення
За даними перепису населення 2002 року у комуні проживали 3410 осіб.
Національний склад населення комуни:
| Національність | Кількість осіб | Відсоток |
| -------------- | -------------- | -------- |
| румуни         | 3404           | 99,8%    |
| українці       | 4              | 0,1%     |
| угорці         | 2              | 0,1%     |

Рідною мовою назвали:
| Мова       | Кількість осіб | Відсоток |
| ---------- | -------------- | -------- |
| румунська  | 3409           | > 99,9%  |
| українська | 1              | < 0,1%   |

Склад населення комуни за віросповіданням:
| Релігія                             | Кількість осіб | Відсоток |
| ----------------------------------- | -------------- | -------- |
| православні                         | 1839           | 53,9%    |
| греко-католики                      | 1183           | 34,7%    |
| п'ятдесятники                       | 153            | 4,5%     |
| не релігійні                        | 15             | 0,4%     |
| адвентисти                          | 13             | 0,4%     |
| баптисти                            | 3              | 0,1%     |
| римо-католики                       | 1              | < 0,1%   |
| лютерани (Аугсбурзького сповідання) | 1              | < 0,1%   |

## Зовнішні посилання
- Дані про комуну Келінешть на сайті Ghidul Primăriilor [Архівовано 3 березня 2013 у Wayback Machine.]